# Terry Nation
Terence Joseph (Terry) Nation (Cardiff, 8 augustus 1930 - Los Angeles, 9 maart 1997) was een Welsh scenarioschrijver en auteur. Hij schreef enkele verhalen uit de eerste seizoenen van de sciencefictionserie Doctor Who en introduceerde de Daleks, het vijandelijke mutantenras uit deze serie. Hij was ook de maker van de televisieseries Survivors en Blake's 7. Hij schreef en produceerde de film The House in Nightmare Park uit 1973.